# Kuiterichthys
Kuiterichthys es un género de peces endémicos de la familia Antennariidae, del orden Lophiiformes. Este género marino fue descrito científicamente en 1984 por Theodore Wells Pietsch III.

## Especies
Especies reconocidas:
- Kuiterichthys furcipilis G. Cuvier, 1817
- Kuiterichthys pietschi R. J. Arnold, 2013

### Lectura recomendada
- Eschmeyer, William N., ed. 1998. Catalog of Fishes. Special Publication of the Center for Biodiversity Research and Information, no. 1, vol 1-3. 2905.
- Nelson, Joseph S. 1994. Fishes of the World, Third Edition. xvii + 600.